# Jomjongi nundongdzsa
Az Jomjongi nundongdzsa (hangul: 여명의 눈동자, handzsa: 黎明의 눈瞳子, RR: Yeomyeongui nundongja; angol címén Eyes of Dawn, alternatív angol címein The Eye of Dawn, illetve Years of Upheaval) 1991-ben bemutatott dél-koreai dorama, mely nehéz és zavaros időkön keresztül követi a főszereplőket a japán megszállástól a koreai háborúig.

## Történet
A sorozat három koreai fiatal életét követi nyomon a japán megszállástól (1940-es évek) a koreai háborúig. Jo Uk (Yeo Wook) (Cshe Sira (Chae Si-ra)) önkéntesként dolgozik a hadseregben, Csang Harim (Jang Ha-rim) (Pak Szangvon (Park Sang-won)) háborúellenes mozgalom tagja és egy japán nőbe szerelmes, Cshö Decshi (Choi Dae-chi) (Cshö Dzseszong (Choi Jae-seong)) pedig egyetemista, akit besoroznak a japán birodalmi hadseregbe.

## Háttér
Az első igazi kasszasiker koreai tévésorozat volt, az első koreai sorozat, amit Európába adtak el, a török TRT televízió vette meg. Mind a kritikusok, mind a nézők rendkívül pozitívan fogadták a nagy költségvetésű, részenként 200 millió vonból készült alkotást. Részben Kínában és a Fülöp-szigeteken forgatták, és azon ritka koreai sorozatok egyike, melyet műsorra tűzés előtt teljesen befejeztek. 270 színész és több mint 30 000 statiszta dolgozott rajta, nézettsége 50% fölött volt.

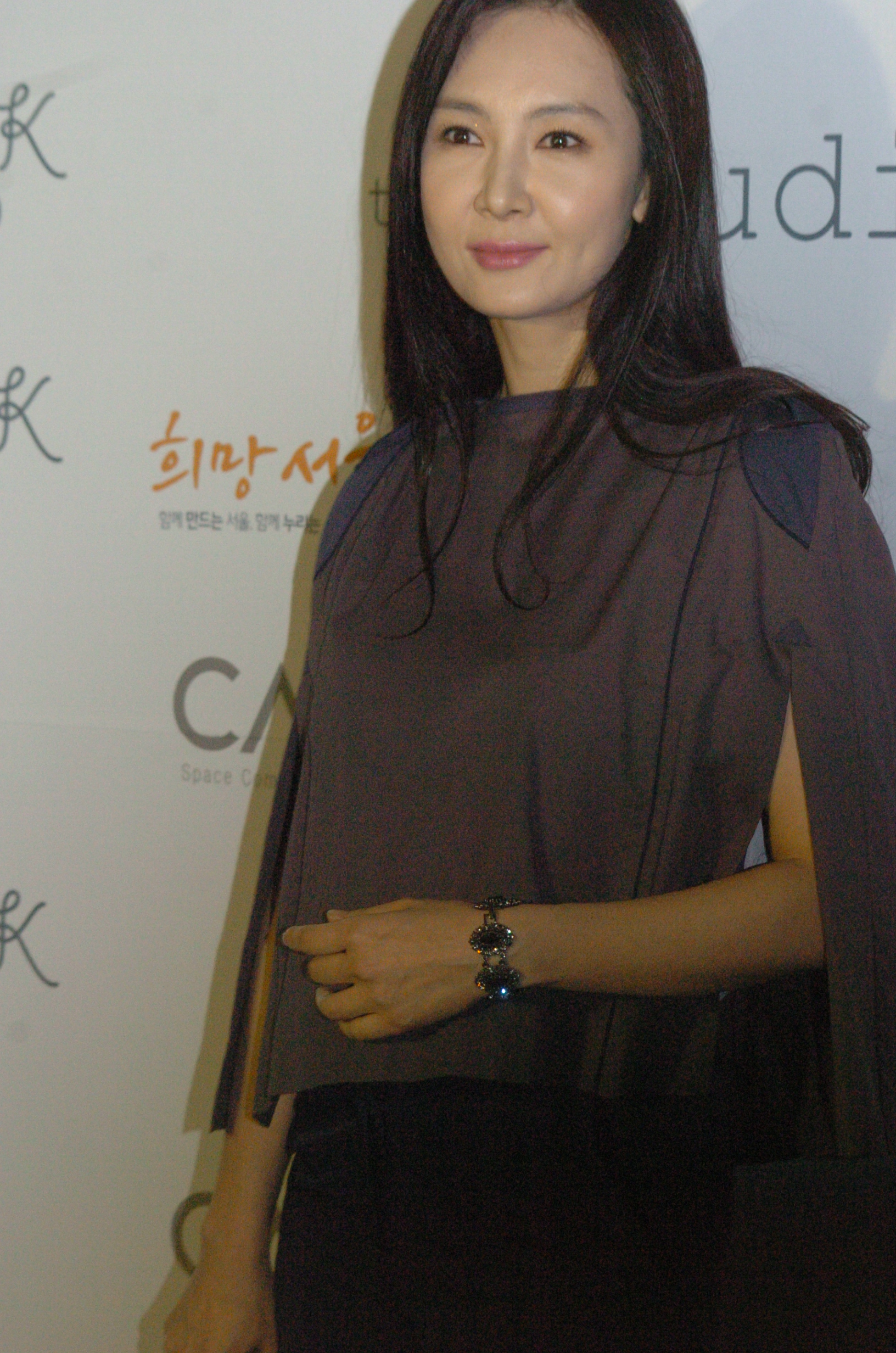
Cshe Sira (Chae Si-ra)
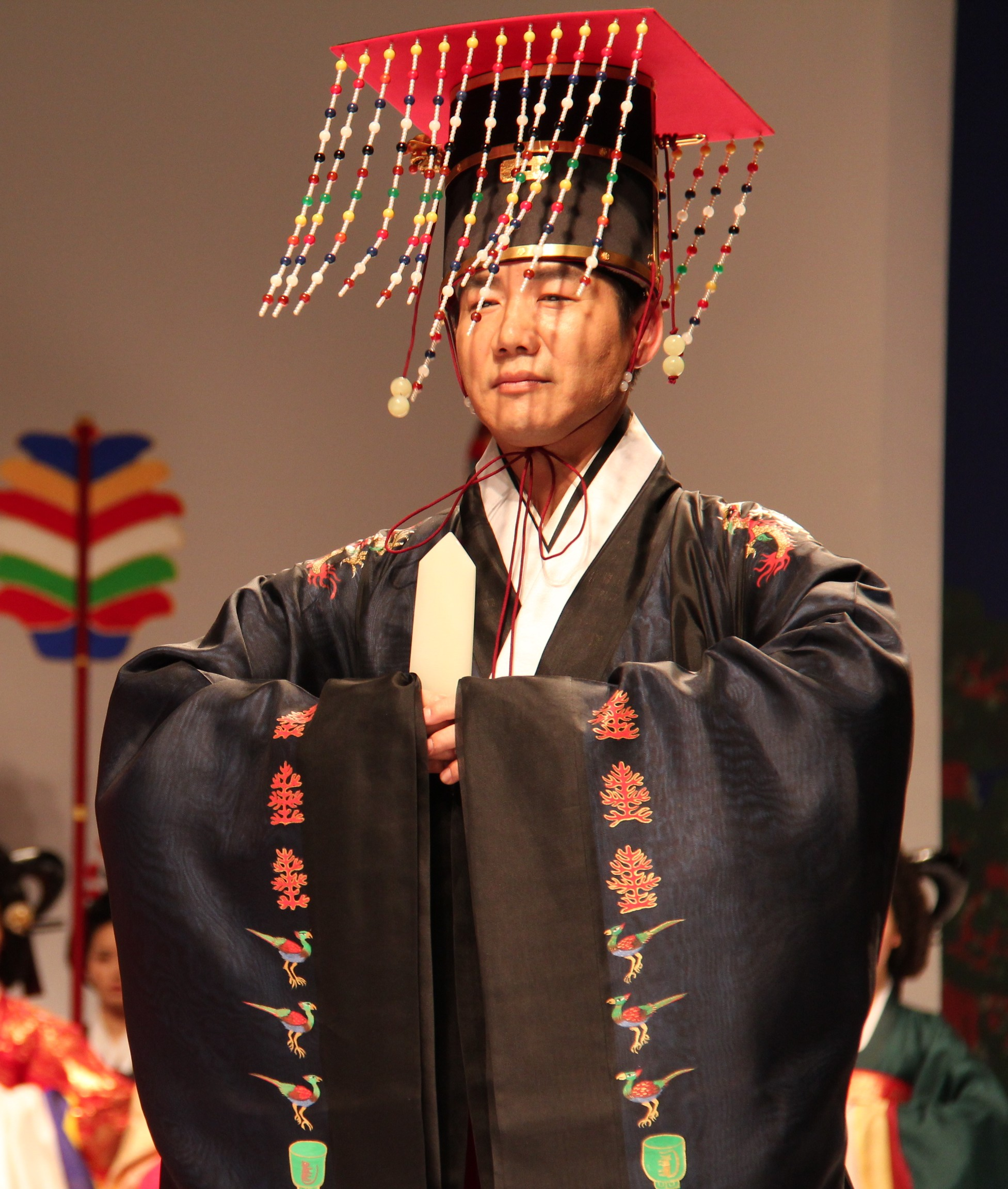
Pak Szangvon (Park Sang-won)

## Díjak és elismerések
- Paeksang Arts Awards 1992[5]
  - Nagydíj
  - Legjobb sorozat
  - Legjobb színész (Cshö Dzseszong (Choi Jae-song))
  - Legjobb színésznő (Cshe Sira (Chae Si-ra))
- Korean Broadcasting Awards 1992:
  - Legjobb sorozat
  - Legjobb producer
- Producers Association Awards 1993: 
  - Legjobb sorozat